# Bergl, Knežova
Bergl je naselje v Občini Knežova v Okraju Trg na Koroškem v Avstriji.